# Comté de Schleicher
Le comté de Schleicher, en anglais : Schleicher County, est un comté situé au centre de l'État du Texas aux États-Unis. Fondé le 1er avril 1887, son siège de comté est la ville d'Eldorado. Selon le recensement des États-Unis de 2020, sa population est de 2 451 habitants. Le comté a une superficie de 3 395 km2, dont 3 394 km2 en surfaces terrestres. Il est baptisé à la mémoire de Gustav Schleicher, personnalité politique américaine.

## Organisation du comté
Le comté de Schleicher est créé le 1er avril 1887, à partir des terres du comté de Crockett. Il est définitivement organisé et autonome, en juillet 1901.
Le comté est baptisé en l'honneur de Gustav Schleicher (en), un des premiers arpenteurs, ingénieur puis homme politique à la Chambre des représentants des États-Unis, pour le Texas,,.

## Géographie
Le comté de Schleicher est situé sur le plateau d'Edwards dans le centre de l'État du Texas, aux États-Unis,.
Il a une superficie totale de 3 395 km2, composé principalement de terres et de 0,8 km2 de zones aquatiques.

## Comtés adjacents
| Comté d'Irion     | Comté de Tom Green  |                 |
| Comté de Crockett | comté de Schleicher | Comté de Menard |
|                   | Comté de Sutton     | Comté de Kimble |

## Démographie

Pyramide des âges du comté de Schleicher (2000).

Lors du recensement de 2010, le comté comptait une population de 3 461 habitants. En 2017, la population est estimée à 3 001 habitants,.